# August von Herzogenberg

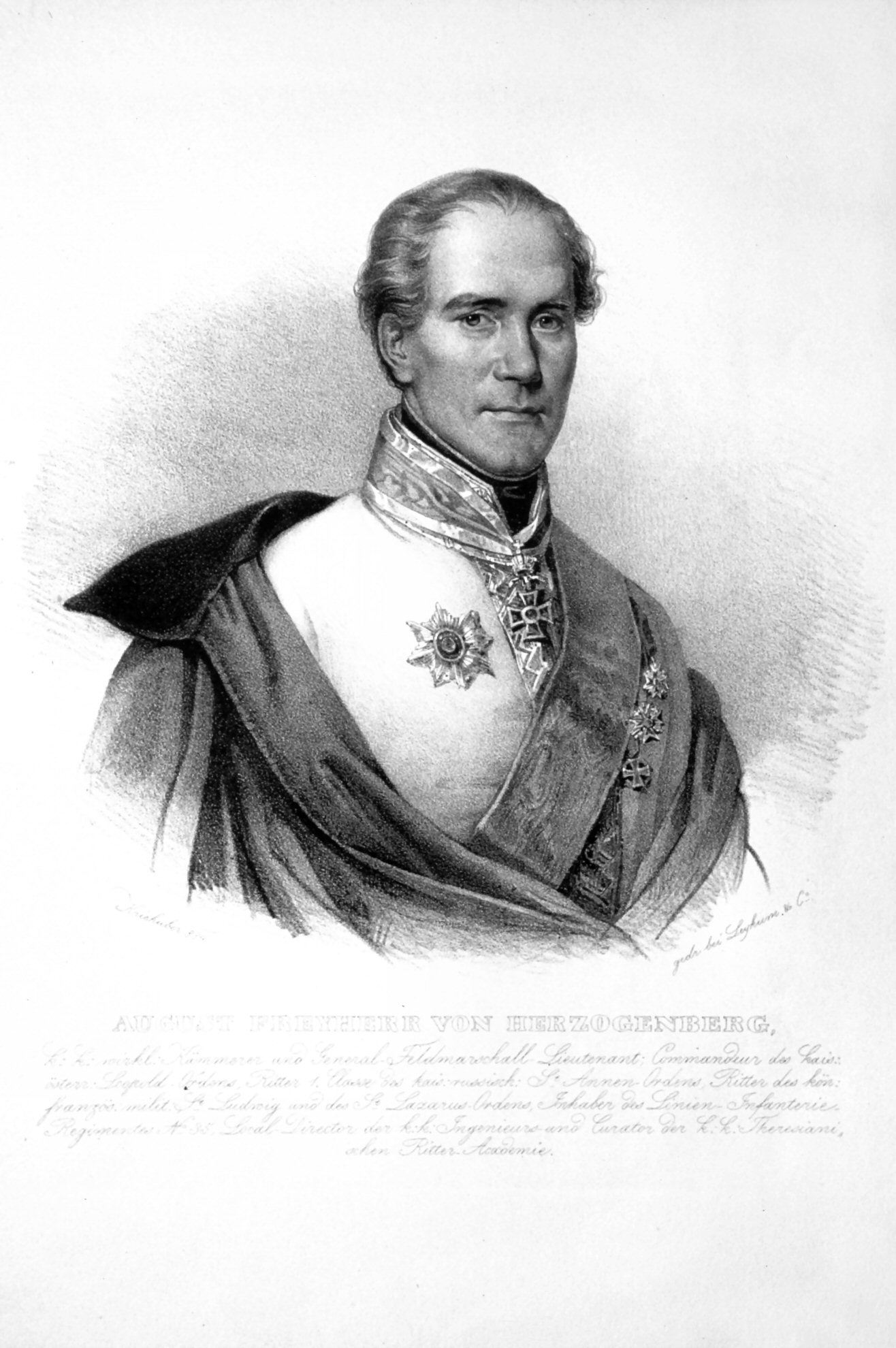
August Freiherr von Herzogenberg, Lithographie von Josef Kriehuber, 1834

August Freiherr von Herzogenberg (ursprünglich Pierre-Auguste Picot de Peccaduc, * 13. Februar 1767 in Fougeray, Bretagne; † 15. Februar 1834 in Wien) war ein österreichischer Feldmarschallleutnant bretonischer Herkunft.

## Leben
Er entstammt einem bretonischen Adelsgeschlecht mit Wurzeln im Poitou. Er wurde zusammen mit Napoleon an der Militärakademie von Brienne erzogen.
Sein Vater wurde 1792 ein Opfer der Revolution. Schon 1791 hatte er sich mit seinen Brüdern dem Emigrantencorps Rohan angeschlossen. 1797 trat er in österreichische Dienste über. Den Feldzug von 1805 machte er in Deutschland mit und geriet in der Schlacht von Ulm in Kriegsgefangenschaft. 1811 legte er den französischen Namen ab und nahm den Namen Herzogenberg an. In diesem Jahr wurde er zum Oberst und Regimentskommandeur, im folgenden Jahr zum Generalmajor ernannt. Bei Dresden und Kulm erfocht er  das Kommandeurkreuz des Leopold-Ordens und das Großkreuz des russischen St.-Annen-Ordens.  Bei diesen Gefechten wurde er schwer verwundet. Nachdem es 1820 in der Ingenieurakademie zu Wien zu schweren Tumulten kam, wurde er zum Lokaldirektor des Instituts ernannt. Mit parteiloser Strenge (er soll nie gelächelt haben) konnte er die Situation unter Kontrolle bringen. 1821 wurde er auch Kurator der Theresianischen Ritterakademie. 1822 wurde er zum Regimentsinhaber des k.u.k. Infanterie Regiments Nr. 35 ernannt, 1827 rückte er zum Feldmarschallleutnant auf.